# Philémon de Colosses
Pour les articles homonymes, voir Philémon et Saint Philémon.
Philémon (mort en 70) est un saint de l'Église catholique, fêté le 22 novembre.

## Histoire et tradition
Riche habitant de Colosses (Asie Mineure), Philémon est un membre influent de l'Église locale fondée par saint Paul. Celui-ci lui adresse une brève épître de 25 versets, l'Épître à Philémon, écrite depuis sa prison de Rome, lui demandant d'accueillir avec bienveillance l'esclave Onésime. Ce dernier, qui s'est enfui après avoir volé Philémon, a été converti par Paul et Paul le renvoie à son maître.
Philémon est mentionné parmi les septante disciples. 
Selon certains textes, Philémon aurait été lapidé avec son épouse Apphia, considérée comme sainte également.
D'autres récits ont fait également de Philémon un évêque de Colosses, mort martyr.